# Muscisaxicola albilora
Gaúcha-de-sobrancelha ou gaúcha-de-sobrancelha-branca (Muscisaxicola albilora) é uma espécie de ave da família Tyrannidae.
Pode ser encontrada nos seguintes países/regiões: Argentina, Bolívia, Chile, Colômbia, Equador, Ilhas Malvinas, Peru e Ilhas Geórgia do Sul e Sandwich do Sul.
Os seus habitats naturais são: campos rupestres subtropicais ou tropicais.